# Сувальська угода
Сувальська угода (пол. Umowa suwalska, лит. Suvalkų sutartis)  — угода, підписана в Сувалках між Польщею та Литвою 7 жовтня 1920 року, і зареєстрована у списку договорів Ліги Націй 19 січня 1922 року. Договір де-юре припиняв Польсько-литовську війну за володіння Сувальщиною та Віленським краєм між двома країнами, що нещодавно відновили свою незалежність і ще не мали чітко визначених кордонів.

## Передумови
І Польща, і Литва відновили незалежність після закінчення Першої світової війни і не мали чітких спільних кордонів. Обидві країни висловлювали претензії на Сувальщину та Віленський край, що призвело до військового конфлікту.
За Радянсько-литовським мирним договором, підписаним у липні 1920 року між Литвою та РРФСР, Радянська Росія визнавала під владою Литви велику територію, яка включала також Сувальщину і Вільнюс. В ході Польсько-радянської війни радянська армія витіснила польські частини із зазначених регіонів. Литовські загони змогли оволодіти покинутими польською армією територіями.
У вересні 1920 року польська армія розгромила радянське військо у битві на Німані. Це дало полякам можливість збільшити військове забезпечення частин на Сувальщині, а також відкрило шлях для наступу на Вільнюс. 20 вересня, після доповідей представника Литви Аугустінаса Вольдемараса і польського посла Ігнація Яна Падеревського, Ліга Націй прийняла резолюцію, в якій закликала обидві сторони конфлікту припинити бойові дії і дотримуватися лінії Керзона. Польща погодилася поважати нейтралітет Литви, за умови, що Радянська Росія зробить те саме. Та попри домовленості вже 22 вересня 1920 року польські війська, розвиваючи успіх у битві з РРФСР на Німані, атакували литовські частини в Сувальському регіоні.

## Переговори

Демаркаційні лінії між Польщею та Литвою (1919-1939). Помаранчевим позначена лінія за Сувальською угодою.

Під тиском Ліги Націй Польща погодилась на переговори, сподіваючись виграти час, а також, відвернути увагу від бунту Желіговського. У той же час литовці намагалися стягнути на захист Вільнюса якомога більше сил, проте уникнути нападу Польщі, сподіваючись на допомогу Ліги Націй.
Засідання розпочалися 29 вересня 1920 року. Польську делегацію очолив полковник, родом з Литви, Мєчислав Маскєвіч, литовську — генерал Максімас Катхе. Литовська сторона запропонувала негайне перемир'я, проте польські дипломати відкинули пропозицію. Лише після погроз литовської сторони припинити переговори поляки погодилися припинити збройний конфлікт, проте лише у Сувальському регіоні. У Віленському краї протистояння продовжилося. Поляки вимагали у Литви дозволити їм використання частини залізничної лінії Санкт-Петербург—Варшава включно зі станцією Варена. Литовці відкинули вимоги: основні польські військові сили були зосереджені на Сувальщині, і їхнє переміщення для боїв за Вільнюс без використання залізниці було вкрай складним. Литовська сторона готова була віддати Сувальщину в обмін на визнання поляками литовських претензій а Вільнюс.
3 жовтня 1920 року після консультацій у Каунасі литовська делегація запропонувала встановити демаркаційну лінію. Лінія повинна була бути відведена на 50-80 км від кордону, визначеного Радянсько-литовським мирним договором. 4 жовтня польська сторона після консультацій з Пілсудським висунула контрпропозицію. По суті литовці намагалися погодити якнайдовшу демаркаційну лінію, щоб захистити Вільнюс, відповідно поляки просували пропозиції коротшої лінії. Сам Вільнюс не був темою переговорів, проте усі розуміли про що йде мова.
5 жовтня 1920 року комісія Ліги Націй представила пропозицію по проведенню демаркаційної лінії. 6 жовтня учасники перемовин продовжили розглядати розширення лінії. Поляки відмовились продовжити її села Бастуняй, мотивуючи це тим, що польській армії потрібна свобода маневру проти радянських військ, хоча домовленість з Радянською Росією про припинення вогню вже була досягнута 5 жовтня. Поляки запропонували обговорити нову демаркаційну лінію пізніше у Ризі. Того ж дня польськими військами був захоплений залізничний вокзал Варени і бої на захід від Німану припинилися. Опівночі 7 жовтня була підписана остаточна угода в Сувалках. 8 жовтня комісія Ліги Націй заявила, що вони не можуть зрозуміти, чому демаркаційна лінія не може бути продовжена далі Бастуняя, і закликала сторони до нового раунду переговорів.

## Положення угоди
Угода була остаточно підписана 7 жовтня 1920 року. Припинення вогню розпочалося опівдні 10 жовтня. Примітно, що в угоді не було жодної згадки Вільнюса чи Віленського краю. Угода містила наступні статті:
- Демаркаційна лінія жодним чином не зашкоджує територіальним претензіям двох сторін переговорів. Демаркаційна лінія розпочнеться на Заході і пройде по Лінії Керзона до Німана. По руслам рік Німан і Мяркіс лінія досягне Варени, залишивши місто за Литвою, проте залізнична станція буде контролюватися польською стороною. За вареною демаркаційна лінія пройде через населені пункти Бартеляй, Кінчай, Ноядваріс, Ейшишкес, Бастуняй. Залізнична станція Бастуняя також залишиться під контролем Польщі. Демаркаційна лінія на схід від Бастуняя буде виначена окремою угодою.
- Припинення вогню мало відбуватися лише по лінії розмежування, а не по всій польсько-литовській лінії фронту (тобто не на схід від Бастуняя).
- Залізнична станція Варена залишалася під контролем Польщі. При цьому польська сторона гарантувала необмежений прохід цивільних потягів і не більше двох військових потягів на день.
- Обмін військовополоненими.
- Встановлення дати і часу початку режиму припинення вогню та умов припинення дії режиму. Вибір мапи для використання в угоді.

## Наслідки
Голова польської держави Юзеф Пілсудський вирішив захопити Вільнюс за допомогою так званої операції «під хибним прапором» знаної як Бунт Желіговського. З негласної санкції Пілсудського за наказом Желіговського війська 1-ї Литовсько-білоруської дивізії формально вийшли з покори польському командуванню і 9 жовтня 1920 року зайняли Вільнюс і частину південно-східної Литви. На зайнятих територіях була утворена самостійна держава, формально незалежна від Польської республіки — Серединна Литва. 12 жовтня Желіговський проголосив себе її верховним правителем. 